# Bisbat de Kammin

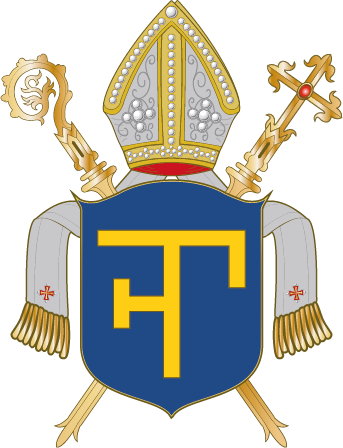
Escut de la diòcesi

El Bisbat de Kammin (també Cammin i Kamien) Fou una antiga diòcesi catòlica romana al Ducat de Pomerània de 1140 a 1544 i un territori secular o principat-bisbat al territori de Kolberg (Koobrzeg) entre 1248 i 1650.
La diòcesi comprenia les àrees controlades per la Casa de Pomerània al segle xii, que així diferien del territori posterior del Ducat de Pomerània per l'exclusió del Principat de Rügen i la inclusió de Circipània, Ducat de Mecklemburg-Strelitz i les marques septentrionals de l'Uckermark i Neumark. La diòcesi es va originar en la conversió de Pomerània per Otó de Bamberg el 1124 i 1128, i fou dissolta durant la Reforma Protestant, quan la noblesa pomerània va adoptar el Luteranisme el 1534 i moria l'últim bisbe pre-reformatori el 1544. La diòcesi catòlica fou succeïda per l'Església Evangèlica Pomerània i el principat-bisbat va seguir existint dins el ducat de Pomerània i no fou dissolt fins al 1650 quan va caure en poder de Bandenburg-Prússia. L'àrea de l'antic principat-bisbat es va administrar com Fürstenthum (districte/comtat) dins de la Província prussiana de Pomerània, fins a la seva divisió el 1872.

## Història
Després que el duc Boleslau III de Polònia va conquerir Pomerània fins a 1121/1122, Sant Otó de Bamberg entre 1124 i 1128 va cristianitzar l'àrea. La primera missió d'Otó el 1124 va ser continuació d'una missió fracassada de l'eremita Bernat el 1122, i fou iniciada per Boleslau amb l'aprovació de l'emperador Lotari II del Sacre Imperi Romanogermànic, i el papa Calixt II. La segona missió d'Otó es va fer el 1128 i fou iniciada per Lotari després d'una reacció pagana.Wartislaw I, duc de Pomerània va donar suport i ajuda a les dues missions. Entre les missions el duc va eixamplar el seu ducat cap a l'oest fins a Güstrow. Aquestes àrees pertanyien anteriorment als luticis no eren subjectes de la senyoria dels polonesos sinó que el seu territori era reclamat pel Sacre Imperi Romanogermànic. Otó durant la seva vida no va reeixir a fundar una diòcesi, a causa del conflicte dels arquebisbes de Magdeburg i de Gniezno sobre l'hegemonia a l'àrea. Otto died in 1139. Otó va morir el 1139.
El papa Innocenci II va fundar la diòcesi per butlla papal de 14 d'octubre de 1140, i feia l'església de Sant Adalbert a Julin (Wollin a l'illa de Wolin la seu de la diòcesi. En la butlla la nova diòcesi fou posava "sota la protecció de la seu del Sagrat Pere", frustrant les ambicions dels arquebisbes de Magdeburg i de Gniezno, doncs els dos volien incorporar la nova diòcesi als seus dominis. Adalbert de Pomerània, un antic capellà de Sant Otó que havia participat en la missió d'Otó com un intèrpret i assistent, fou consagrat bisbe a Roma. Adalbert i Ratibor I van fundar l'Abadia de Stolpe al lloc on va morir Wartislaw I assassinat per un pagà el 1153, i fou el primer monestir a Pomerània.

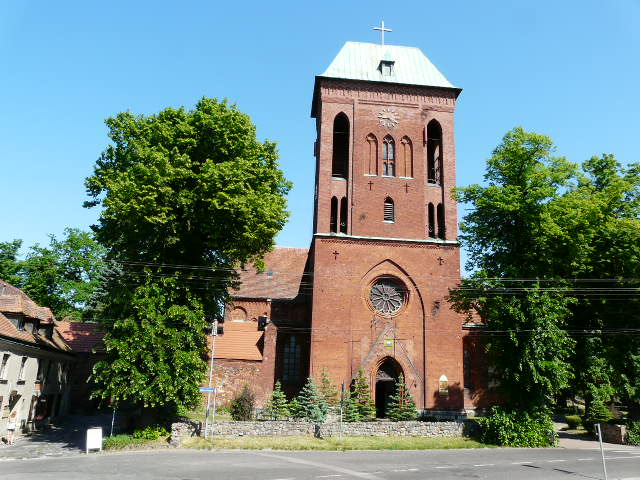
La Catedral de Sant Joan Baptista a Kamie Pomorski, l'anterior Kammin (Cammin)

Els bisbes tenien el títol de Pomeranorum o Leuticorum et Pomeranorum episcopus, referint-se als territoris tribals dels pomeranis i luticis fusionat en el Ducat de Pomerània.
A finals del segle xii el territori dels ducs de la casa pomerània o del Grifó fou atacat unes quantes vegades per tropes del Ducat de Saxònia d'Enric el Lleó i pels danesos liderats pel rei Valdemar I de Dinamarca. La seu inicial de Wollin fou moguda a l'Abadia de Grobe a l'illa d'Usedom després de 1150. En aquest temps Wollin va decaure econòmicament i fou devastada per expedicions daneses, que contribuïen al trasllat a Grobe. La seu fou una altra vegada moguda a Kammin (Cammin, avui dia Kamien Pomorskie) el 1175, on es va fundar un capítol per a la Catedral de Sant Joan. Durant aquest temps la qüestió de subordenança de la diòcesi pomerania a una arxidiòcesi va romandre sense resoldre. Des de 1188, quan el papa va acceptar el trasllat de la seu, el bisbat va agafar el nom de "Diòcesi catòlica Romana de Kammin", mentre abans era anomenada ecclesia Pomeranensis Diòcesi Pomerania. El papa a més posava el bisbat directament sota la Santa Seu. Des de 1208 els bisbes portaren el títol de Caminensis episcopus.

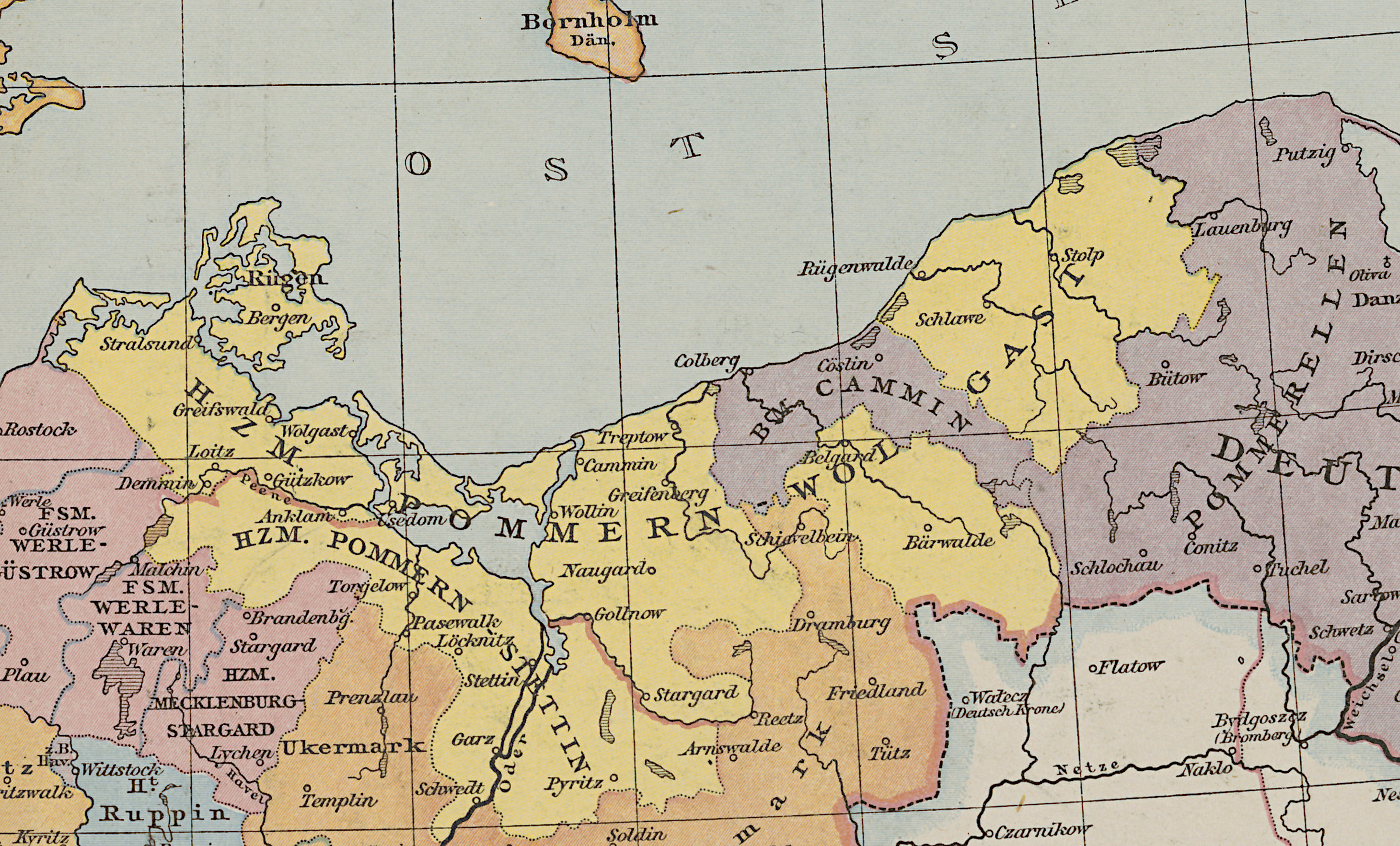
Ducat de Pomerània (en groc) vers 1400 mostrant en diferents tonalitats de groc les particions del ducat: Pomerània-Stettin i Pomerània-Wolgast; porpora: area del principat-bisbat de Cammin (BM. Cammin) i l'estat monàstic dels Cavallers Teutònics; taronja: Marcgraviat de Brandenburg; rosa: ducats de Mecklenburg

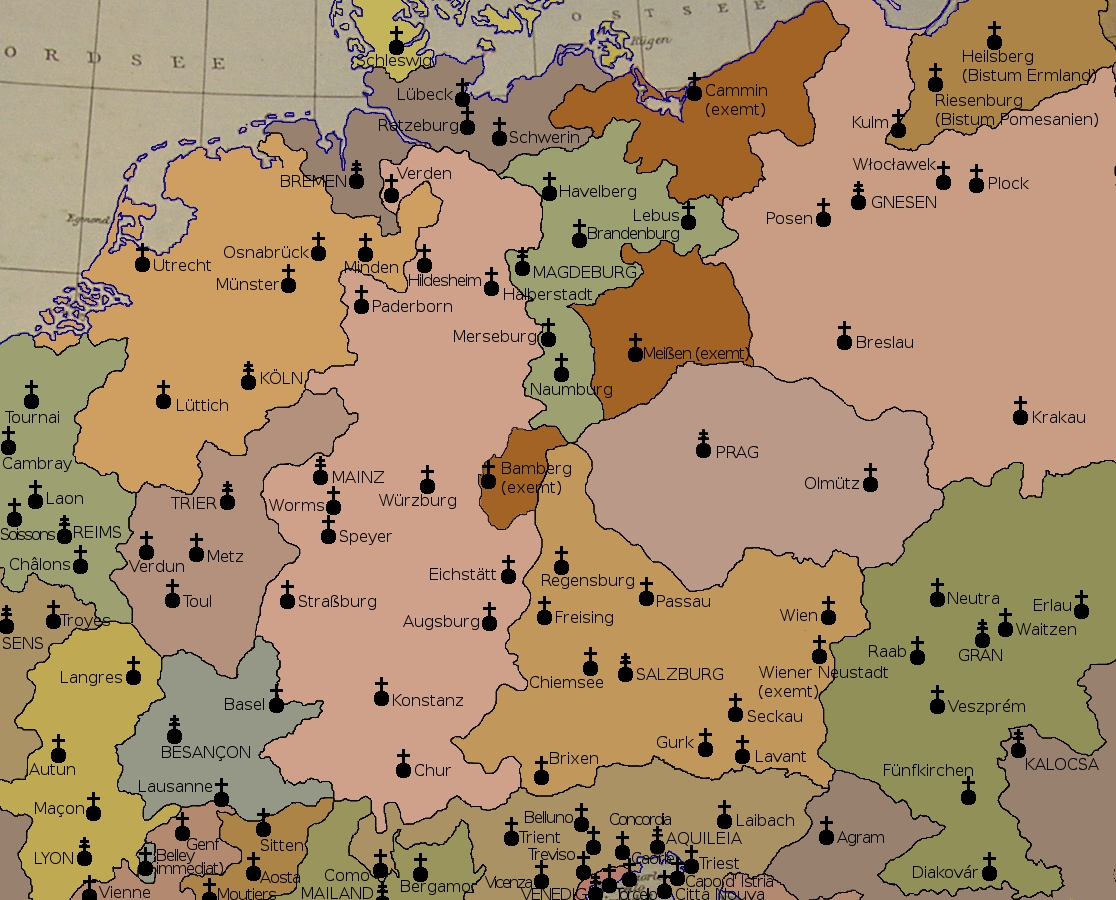
Províncies eclesiàstiques el 1500; el bisbat de Cammin es mostra en marron

L'àrea de la diòcesi s'assemblava a l'àrea controlada per Wartislaw I i el seu germà i successor, Ratibor I. La frontera del nord era definida per la línia de costa i la frontera amb el Principat de Rügen (riu de Ryck). A l'oest, la diòcesi incloïa Circipània fins a Güstrow. Al sud-oest, la frontera de la diòcesi s'eestenia cap al sud en la línia Güstrow-Ivenack-Altentreptow en una orientació gairebé oest-est, llavors feia un fir al sud cap a l'oest d'Ueckermünde per incloure Prenzlau.; la frontera llavors es girava cap a l'est per trobar el riu Oder al sud de Gartz i seguia l'Òder fins al Warta per incloure Zehden.; al Sud, la frontera de la diòcesi s'estenia immediatament cap al nord del Warthe per incloure Landsberg i Soldin; la frontera del sud-est deixava l'àrea de Warthe amb una volta aguda cap al nord fins a Dramburg, llavors girava a l'est de la ciutat per incloure Tempelburg; llavors, després d'un gir sud-est, tornava al nord-est cap a Bütow; la frontera oriental s'estenia a l'est de Bütow i a l'oest de Lauenburg a Pomerània per tocar la costa a l'est de Revekol.
Quan l'emperador Frederic Barba-roja va deposar Enric el Lleó el 1180 va concedir a Pomerània, sota el duc Bogislau, l'estatus d'un ducat imperial, però des de 1185 fou un feu danès fins a la Batalla de Bornhöved de 1227. El 1248, els bisbes de Kammin i els ducs pomeranis s'havien intercanviat les terrae de Stargard i Kolberg, deixant als bisbes al càrrec de l'última. En endavant els bisbes encaren eixamplarien el seu regnat secular que aviat comprendria les regions de Kolberg (ara Koobrzeg), Köslin (també Cöslin, ara Koszalin) i Bublitz (ara Bobolice). Quan el 1276 va esdevenir també sobirà de la ciutat de Kolberg, va traslladar alli la seva residència. El bisbe Hermann von Gleichen va fundar les ciutats de Köslin (Koszalin) el 1266 i Massow (Maszewo) el 1278. L'administració de la diòcesi es feia des de Köslin.
Els bisbes en diverses ocasions van intentar excloure el seu regnat secular del ducat de Pomerània sol·licitant la Immediatesa imperial (Reichsunmittelbarkeit). Els ducs pomeranis van aconseguir impedir aquestes ambicions i la immediatesa només fou concedia (i encara temporalment) el 1345. L'addició de territori profà seria la base per més tard convertir l'estatus de la diòcesi en un principat-bisbat.
La Reforma Protestant arribava al segle xvi a Pomerània i el Luteranisme va esdevenir religió oficial de l'estat al ducat de Pomerània el 1534. El reformador Johannes Bugenhagen, nomenat bisbe el 1544, no assumia el càrrec, i el capítol va elegir a Bartholomaeus Swawe, l'anterior canceller del duc Barnim XI de Pomerània-Stettin, que immediatament renunciava a la immediatesa imperial. Des de 1556 sota els ducs del grifó també va exercir el càrrec de bisbe titular de Kammin. El 1650 l'últim bisbe Ernst Bogislaw von Croÿ resignava el càrrec i la diòcesi fou secularitzada. Amb Pomerània Posterior va passar a Brandenburg-Prússia.

## Bisbes de Kammin

### bisbes catòlics
- Adalbert de Pomerània 1140–1162
- Konrad I de Salzwedel 1163–1186
- Siegfried I 1186–1202
- Siegwin 1202–1219
- Konrad II von Demmin 1219–1223
- Konrad III von Gützkow 1223–1245

### Prínceps-Bisbes
- Wilhelm 1245–1252
- Hermann von Gleichen 1252–1288
- Jaromar Príncep de Rúgia o Rügen 1288–1298 (fill del príncep Wizlaw II de Rügen)
- Pere 1298
- Heinrich von Wachholz 1299–1317?
- Konrad IV 1317?–1324
- Wilhelm II 1324–1329
  - Otto 1324–1326 (anti-bisbe)
  - Arnold von Eltz 1326–1329 (anti-bisbe)
- Friedrich von Eickstedt 1329–1343
- Joan I de Saxònia-Lauenburg 1344–1372
- Philipp von Rehberg 1372–1385
- John II Wilken von Kosselyn 1386–1394 
  - Bogislaw VIII de Pomerania-Stargard (duc 1377–1417, administrador 1386–1392), † 1417
- John III Kropidło, 1394–1398, † 1421
- Nikolaus Bock 1398–1410
- Magnus de Saxònia-Lauenburg 1410–1424
- Siegfried II von Bock 1424–1449
- Henning Iwen 1449–1469
- Vacant 1460-1471
- Henning Kessebogen 1471
- Ludwig von Eberstein-Naugard 1471–1479
- Nicolaus von Tüngen 1479, 1467–1489 Príncep-Bisbe de Wàrmia (Ermland)
- Marinus Freganus 1479–1482
- Angelo Geraldini 1482–1485 (també bisbe de Sessa Aurunca 1462–1486)
- Benedikt von Waldstein 1486–1498 
  - Nikolaus Westphal 1486–1488 (Administrador)
- Martin Karith 1499–1521
- Erasmus von Manteuffel-Arnhausen 1521–1544

### Bisbes/administradors Protestants (des de 1558 superintendents o comissaris)
- Bartholomäus Swawe 1544–1549
- Martin von Weiher von Leba 1549–1556
- Georg Venetus 1558–1567 (el títol bisbal el van tenir els ducs)
- Petrus Edeling 1568–1602
- Adam Hamel 1605–1620
- Immanuel König 1622–1645

### Prínceps-Bisbes de Pomerània
- Joan Frederic de Pomerània 1556–1574, † 1600
- Casimir IX, Duc de Pomerània-Wolgast 1574–1602, † 1605
- Francesc, Duc de Pomerania-Barth 1602–1618, † 1620
- Ulric, Duc de Pomerània-Barth 1618–1623
- Bogislaw XIV de Pomerània 1623–1637
- Ernst Bogislaw von Croy, Príncep de Croy 1637–1650, † 1684